# Аль-Фарук (военный лагерь)
Аль-Фарук (араб. معسكر الفاروق‎ Mu’askar al-Faruq- «военный лагерь, меняющий (людей)», пушту: د الفاروق معسکر‎ də al-Faruq muaskar, пушту: د الفاروق عسکري او تدریبي کمپ‎ də al-Faruq askari aw tadribi kamp) — крупнейший тренировочный лагерь Аль-Каиды в Афганистане, расположенный неподалёку от Кандагара. Программа обучения включает: рукопашный бой, использование стрелкового оружия, чтение топографических карт, ориентацию на местности, изготовление взрывчатых веществ и другие дисциплины.

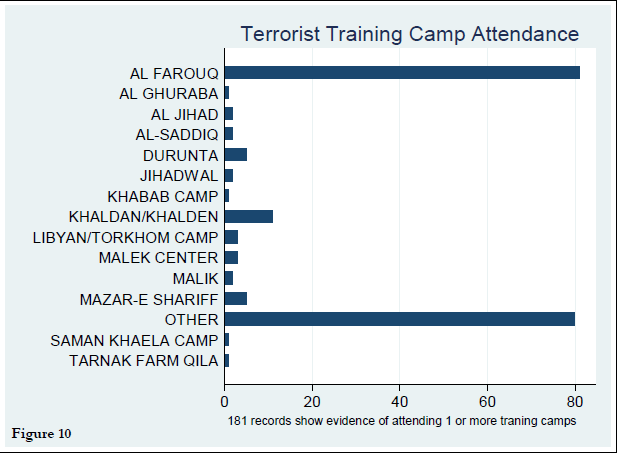
Сравнение лагерей аль-Каиды в Афганистане по количеству обученных

Первая атака на лагерь произошла 20 августа 1998 года, когда США сбросили на него крылатые ракеты в отместку за взрывы американских посольств в Кении и Танзании. После этого лагерь продолжал работать, пока не закрылся в августе 2001. Ещё раз лагерь бомбили 10 октября 2001 года.
По мнению американских разведывательных аналитиков, учредителем лагеря являлся некий саудовец по имени Абдуль-Куддус, впоследствии — один из командиров антиамериканских сил при Тора-Бора.

## Известные люди, прошедшие подготовку в лагере
- Усама бен Ладен